# Hullahalli Estate, Sakleshpur
Hullahalli Estate là một làng thuộc tehsil Sakleshpur, huyện Hassan, bang Karnataka, Ấn Độ.